# Jules Pollacchi
Jules Pollacchi, né le 6 mars 1877 à Lille (Nord) et mort le 21 juin 1955 à Limoges (Haute-Vienne), est un sculpteur français, principalement connu pour ses nombreuses réalisations pour des monuments aux morts en France.

## Biographie

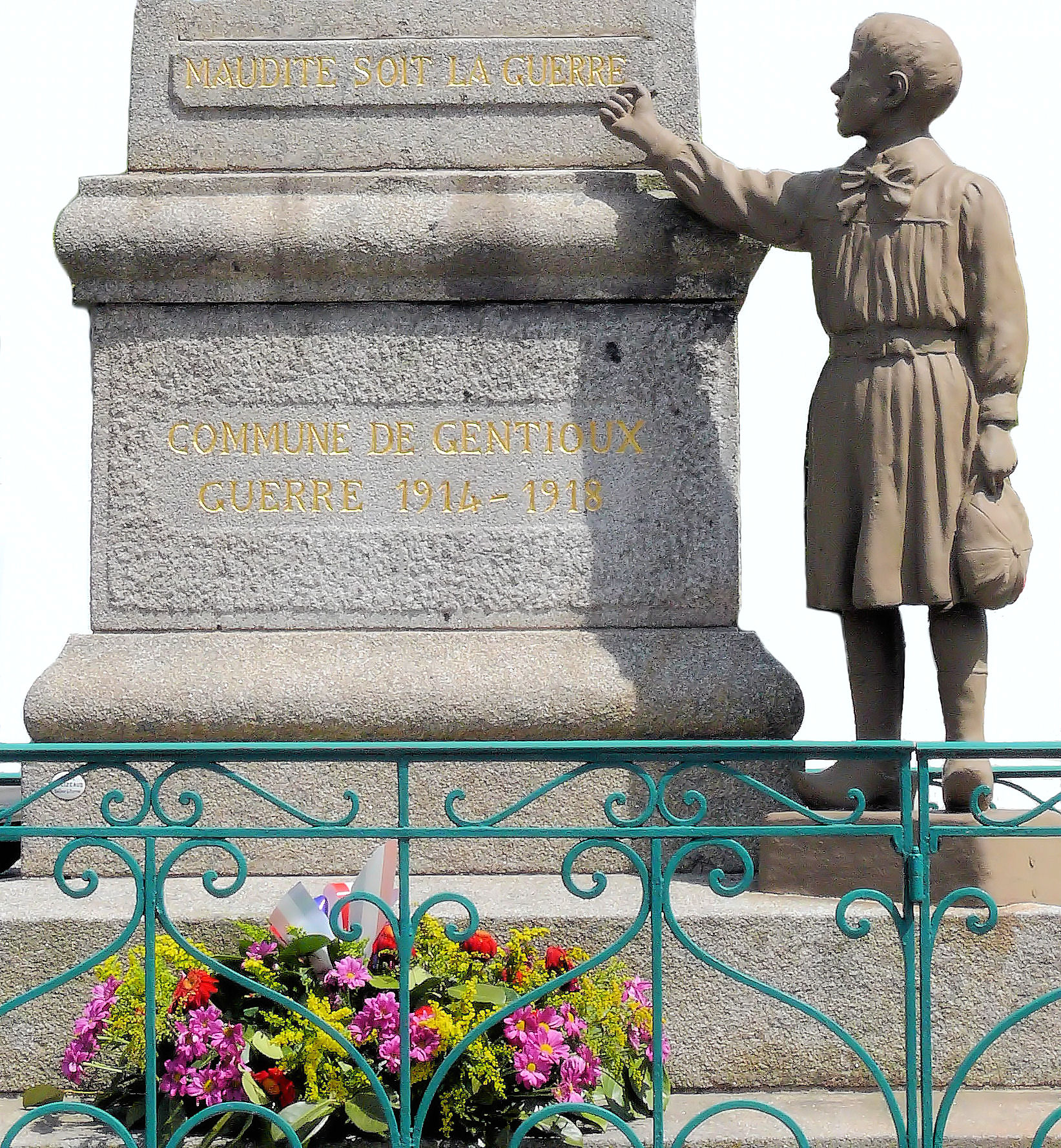
L'enfant du monument aux morts de Gentioux-Pigerolles.

Jules Pollacchi est le fils d'Antoine Jean Pollacchi, lieutenant au 5e bataillon de chasseurs à pied natif de Cervione en Corse. Sa mère, Mathilde Eugénie Navarre, est native de Condé-sur-l'Escaut. 
Formé à l'Institution nationale des Sourds-Muets de Paris puis aux Beaux-Arts, Jules Pollacchi développe sa carrière à Limoges, où il installe son atelier, 8 rue Croix-Buchilien, et où il épouse en 1914 Jeanne Danain. Il se spécialise dans la statuaire.
Après 1918, son catalogue comprend un grand nombre de modèles destinés à honorer les morts de la Première Guerre mondiale. Il livre ainsi de nombreuses statues dans diverses communes françaises. Sa réalisation la plus célèbre concerne Gentioux-Pigerolles, en Creuse, qui fait le choix d'ériger un monument aux morts pacifiste,.
Plus de 120 monuments lui sont attribués, notamment dans l'Aisne, en Charente-Maritime, dans la Drôme, en Loire-Atlantique, dans le Nord-Pas-de-Calais ou encore en Savoie.